# توینتون آل سینتس
توینتون آل سینتس (به انگلیسی: Toynton All Saints) یک روستا و محله مدنی در بریتانیا است که در لیندسی شرقی واقع شده‌است. توینتون آل سینتس ۴۴۳ نفر جمعیت دارد.